# Национална потребителна кооперация на слепите в България
Национална потребителна кооперация на слепите в България е сдружение със стопанска цел, обхващащо български граждани с тежко нарушено зрение.
Според Фирменото отделение на Софийския градски съд с определение 2145 (5 юни 1945 г. по ф.д. 260) се удостоверява вписването и регистрацията в съда на Първа българска кооперация за общи доставки на слепите в България.

## Създаване, мисия и развитие
Тя се учредява на 25 февруари 1945 г. Първоначално нейната цел е организираното доставяне на дребни артикули на слепите амбулантни търговци. Пръв председател на нейния Управителен съвет е Никола Стоименов, а председател на Контролния ѝ съвет е Стефан Ненков.
През 1949 г. кооперацията си поставя нова основна задача „да дава препитание на онези член-кооператори, които освен слепотата си имат и други физически или умствени недъзи и са неработоспособни“ (Божурин, 1970). Кооперацията обхваща предимно членове на Дружеството на българските слепи (ДБС). Промяната в наименованието на кооперацията е станала вероятно през същата 1949 г. Народна потребителна кооперация на слепите.
Според Фирменото отделение на Софийския градския съд с определение 341 13 май 1950 г. по ф.д. 331/49 г. е вписана промяна в състава на членовете на Управителния съвет: Петър Ганчев Петков, Димитър Донков, Стефан Саламов, Димо Колев, Йордан Богданов, Ненчо Стоянов, Георги Христов.
С определение 369 от 25 май 1950 г. е вписана промяна в наименованието на кооперацията – Народна потребителна кооперация на слепите в България.
Както се вижда от цитираното по-горе извлечение от решенията на Софийски градски съд, сдобила се вече с новото си име през 1950 г., тя продължава да развива в страната мрежата си от търговски обекти и да назначава като продавачи онези слепи с множество увреждания, които не могат да намерят приложение на своя труд в специалните предприятия на Съюз на слепите в България или на други организации и институции.
През този период в много селища на страната се построяват магазинни и складови помещения. В сравнение с преобладаващата държавна търговия търговците на кооперацията проявяват по-голяма инициативност, изобретателност и гъвкавост при снабдяването на магазинната мрежа с дефицитни стоки. Това, разбира се, силно се благоприятства от доминиращата в страната още от средата на 1940-те години дефицитна икономика. Назначените в кооперацията като продавачи нейни членове с множество увреждания от 1969 г. са задължени да продават известно количество дефицитна стока в селищата, където живеят. По този начин се предава автентичност на придобития от тях в кооперацията осигурителен стаж. Стотици зрително затруднени с множество увреждания в страната благодарение на тази форма на трудоустрояване успяват да придобият необходимия осигурителен стаж за пенсионирането им по общо заболяване.

## Органи на управление
Органи на управление на НПКСБ са Общо събрание на пълномощниците, Управителен съвет и председател. Пълномощниците в Общо събрание на НПКСБ се избират на 4 години, от чийто състав се излъчва Управителен съвет, Контролен съвет и председател също с 4-годишен мандат.
От 1974 г. председател на НПКСБ е Михаил Кърлин, който играе изключително голяма роля за развитието на кооперацията, и особено за оцеляване на тази уникална институция в периода на прехода след 1989 г.